# Театральное здание в классической Греции

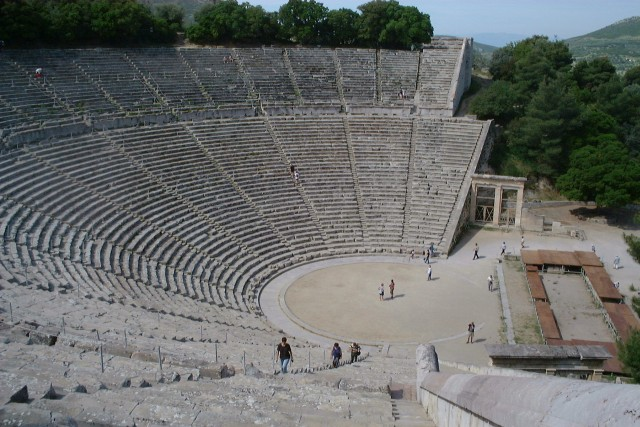
Театр в Эпидавре — театральное здание классической Греции

Театральное здание классической Греции — устойчивый тип театрального здания, появившийся в Афинах в VI веке до н. э. и распространившийся в городах античного мира в V — IV веках до н. э. Представляло собой круглую арену (орхестру), к которой примыкали расположенные полукругом зрительские места.

## Составляющие театра

### Орхестра
Первая орхестра (букв. «место для плясок») появилась в VI веке до н. э. в Афинах и предназначалась для представления дифирамбов — сценических гимнов в честь бога Диониса. Она располагалась при склоне Акрополя над храмом Диониса (то есть там, где вскоре будет построен Театр Диониса) и представляла собой круглую площадку. Зрители располагались прямо на склонах холма. В середине орхестры возвышалась обязательная фимела — алтарь Дионису (впоследствии — обязательная принадлежность любого театрального здания даже тогда, когда посторонние сюжеты окончательно вытеснили дионисийский репертуар из греческого театра). На ступенях алтаря во время исполнения трагедии стоял авлет (флейстист, игравший на флейте-авлосе — инструменте, который в представлении греков связывался с дионисийским культом), а также — первоначально — актёр-протагонист (исполнитель главной, первоначально — единственной роли в пьесе).

### Театрон (места для зрителей)
На склоне холма полукругом располагались места для зрителей, сначала — только для архонтов, различных чиновников и жрецов, потом и для всех остальных. Зрительные места назывались «театрон» (букв. «место для зрелищ»). В V веке до н. э. в Афинах и других городах строят деревянные сиденья для зрителей, позже сиденья становятся каменными. Они разрезались лучевыми проходами, делящими зрительный зал на секции-клинья. С IV века до н. э., начиная с театра в Эпидавре (архитектор — Поликлет Младший), проходом могут разделяться группы передних и задних рядов сидений (то есть зрительный зал разделяется на нечто подобное современному партеру и, собственно, амфитеатр в современном понимании). Обычно в театроне первые — почётные — места со спинками и балдахином (этот ряд именовался проэдрия) предназначались для знати, жрецов, послов других государств и отличившихся своими заслугами перед родным городом (в театре Диониса было 67 мраморных кресел в первом ряду), остальные — без спинок и на открытом солнце — для остальных зрителей. Число мест в 14 тысяч стало каноническим; в театре помещались все жители города.

### Скена
В V веке до н. э. сам принцип строительства театрального здания постепенно усложняется. За орхестрой, напротив театрона повсеместно появляется задняя палатка-скена для переодевания актёров, которая позже превращается в достаточно сложную архитектурную конструкцию. Первоначально она располагается на расстоянии от орхестры, потом примыкает к ней по касательной, а в самых поздних зданиях срезает передней прямой часть круга. Сооружение первой скены приписывается Эсхилу.
С V века до н. э. скена ограничивается по бокам башнями-параскениями, усиливавшими резонанс и улучшающими акустику амфитеатра.
С конца XIX века ведутся споры о существовании в V—IV веках до н. э. между орхестрой и скеной специальной низкой сцены (в современном понимании) для актёров, ограниченной с боков теми же параскениями. В современной театроведческой и археологической науке господствует мнение, что такой сцены в классический период не существовало.

### Проскений
Проскений (от др.-греч. προσκήνιον — место перед сценой) — передний фасад скены, служил для крепления декораций, изобретённых, по античным свидетельствам, Софоклом. Декорации рисовались на досках и полотнах и крепились между колоннами проскения; проскений мог и отступать от скены и тогда представлял собой дополнительную сменную стенку перед задней палаткой.
В классический период представлял собой деревянный фасад скены или особую декоративную стенку, сооруженную перед ней. В трагедии действие часто происходило перед дворцом или храмом, поэтому проскений обычно представлял собой их переднюю часть, например крытую колоннаду. В комедии — фасад жилого дома. В театре эллинистического периода (IV—I вв. до н. э.) проскений стал каменной пристройкой к скене (в виде колоннады или портика) с плоской деревянной крышей. На эту крышу была перенесена часть представления, поэтому слово «проскений» (или «логейон», λογεῖον) стало обозначать не только пристройку, но и саму сценическую площадку.

### Пароды
Между проскениями и боковыми сиденьями театрона располагались проходы-пароды; через них могли проходить зрители, когда в начале представления занимали свои места; во время представления через эти проходы входили актёры и хор. Если актёры заходили через левый парод, то считалось, что герой прибыл из дальней страны; тот же, кто приходил из ближних мест, входил через парод справа.

## Упоминания в литературе
В сочинении Витрувия «Об архитектуре» содержатся указания на планы театров греческого и римского. В основе плана лежит круг орхестры; в него вписаны три квадрата, своими углами разделяющие окружность на 12 равных частей; сторона одного из квадратов означает переднюю стену «сцены», а параллельная ей касательная к окружности — её заднюю стену (cd); этим дана глубина здания, именуемого сценой.
Длина его определяется с помощью диаметра орхестры, проведённого параллельно первым двум линиям; из крайних точек диаметра (е, f) описываются радиусом орхестры две дуги, и точка пересечения каждой из них с продолжением передней линии дает крайний предел сцены в длину с обеих сторон (g, h); этим способом передняя стена сцены удлинялась по обе стороны на ½ диаметра основного круга, то есть равнялась по длине двум диаметрам. Углы квадратов, лежащие впереди «сцены», служат точками отправления для линий, обозначающих направление лестниц, которые делят места для зрителей на клинья (греч. κερκίδες). Эти линии пересекают всё помещение для зрителей (собственно театр) снизу до верхнего края, причём в каждом высшем ярусе, как занимающем больший круг, число клиньев получается вдвое большее против круга предшествующего. План Витрувия оправдывается уцелевшими остатками греческих театров лишь в основных чертах, в общей схеме; действительность представляет много отступлений от него, потому что театры в разных местностях строились неодинаково и в одной и той же местности имели длинную историю.
Альбомный Миллер в сочинении «Греческие сценические древности» (1886) даёт длинный список развалин театров в Элладе и на многочисленных островах; со времён Александра Македонского чуть не каждый греческий город, сколько-нибудь значительный, имел свой театр. Дёрпфельд, археолог и учёный архитектор, тщательно исследовал многие из этих развалин, особенно Театр Диониса в Афинах, и результаты своих изысканий изложил в капитальном труде по истории афинского и других греческих театров (1896): здесь даны, между прочим, планы двенадцати театров с объяснениями к ним; к афинскому театру относятся семь таблиц рисунков. На место прежнего однообразия и схематизма впервые в труде Дёрпфельда выступает вопрос о древнегреческом театре во всей своей реальной сложности и в широком историческом освещении, на основе археологических материалов и литературных источников. Пополнение и проверка этих данных по сохранившимся греческим драмам, объяснение терминов греческого театра и относящихся к театру изображений живописи и скульптуры принадлежат в этой книге Е. Рейшу. Оба автора решительно восстают против утвердившегося раньше, под влиянием Витрувия, представления, будто в классический период аттической драмы (V век до н. э.) место для игры актёров возвышалось над орхестрой на 10—12 футов в виде отдельной платформы. Остатки сооружений, принадлежащие как этому времени, так и македонскому периоду, не содержат в себе никаких следов возвышения сцены в нашем смысле над орхестрой, а сохранившиеся драмы, в которых хор и актёры часто являются вместе, более понятны со стороны исполнения, если предположить, что и актёры, и хористы находились на одном уровне. Только в римскую эпоху первоначальная орхестра — место плясок хора и драматического действия — была разделена на две части, и одна из них, более удалённая от зрителей и приподнятая, служила для сценических представлений.